# Línea de tambor (pesca de tiburones)
Una línea de tambor (drumline o drum line en inglés) es una trampa acuática no tripulada que se utiliza para atraer y capturar tiburones de gran tamaño utilizando anzuelos con cebo. Por lo general, se despliegan cerca de playas populares para bañistas con el objetivo de reducir la presencia de tiburones en las cercanías y, por lo tanto, la probabilidad de ataques. Las líneas de tambor se utilizan a menudo en combinación con redes para tiburones, lo que aumenta la captura y muerte de estos animales. La caza de tiburones mediante líneas de tambor y redes ha generado controversia internacional y protestas, especialmente por parte de ambientalistas, defensores del bienestar animal y activistas oceánicos que argumentan en contra de la práctica debido a su impacto en los ecosistemas marinos y la vida silvestre.   Sin embargo, existe un tipo de líneas de tambor, las denominadas líneas de tambor "SMART" (trampas con monitoreo y respuesta inteligentes) que permiten capturar tiburones vivos y reubicarlos lejos de las playas, reduciendo la mortalidad tanto de tiburones como de otras especies capturadas incidentalmente. Las líneas de tambor SMART han demostrado ser efectivas en la reducción de ataques de tiburones en las áreas donde se han instalado, aunque la eficacia puede variar según la ubicación y la implementación específica.  
Además, actualmente, la captura de tiburones mediante línea de tambor es una práctica habitual y extendida en la investigación de tiburones costeros. En estos casos, se utiliza un tipo específico de anzuelo conocido como anzuelo circular (circle hook). Este tipo de anzuelo está diseñado para atrapar al tiburón de manera que minimiza el daño y reduce significativamente la mortalidad. A diferencia de los anzuelos tradicionales, los anzuelos circulares tienden a engancharse en la boca del tiburón y no en sus órganos internos, lo que permite la captura y posterior liberación del animal con mayores probabilidades de supervivencia. Esto ha permitido a los investigadores estudiar y monitorear poblaciones de tiburones de manera más segura y efectiva, contribuyendo a la conservación y entendimiento de estas especies.

## Descripción
La línea de tambor consiste en un tambor flotante (un barril) o una boya de la que parten dos líneas, una conectada a un ancla o peso en el fondo marino y otra con un gran anzuelo en su extremo. El tambor está lleno de una espuma rígida de poliuretano, lo que lo mantiene a flote y evita que sea robado para su uso como recipiente de almacenamiento. Otra configuración posible consiste en un peso sumergido con dos puntos de anclaje. Del primer punto de anclaje parte una línea que va hasta la superficie y se mantiene a flote mediante boyas y flotadores. Del segundo punto de anclaje parte una línea de monofilamento con un anzuelo en su extremo. Los anzuelos pueden cebarse con una variedad de peces, como salmonete rojo, falso jacopever, barracuda y atún, dependiendo de la disponibilidad y de la especie de tiburón que se quiera atraer. Cuando el objetivo de la línea de tambor es evitar que los tiburones se acerquen a las playas populares (y no atraerlos), solo se añaden unos 500 gramos de cebo a cada anzuelo. De este modo, solo los tiburones de las inmediaciones son atraídos hacia los cebos, reduciendo la probabilidad de atraer tiburones de áreas más lejanas.

## Historia
Las líneas de tambor se implementaron por primera vez para prevenir ataques de tiburones en Queensland, Australia, en 1962 y continúan utilizándose en la actualidad. Además de capturar tiburones, también capturan otros animales de forma accidental (como los delfines).Posteriormente, las líneas de tambor fueron adoptadas en KwaZulu-Natal, Sudáfrica, donde continúan siendo utilizadas para el control de tiburones. En Australia Occidental, la política de capturar y matar tiburones mediante líneas de tambor se implementó en 2014 para "proteger" a los nadadores de los ataques de tiburones. Esto generó una series de manifestaciones públicas nacionales que se oponían a la política.Desde entonces y hasta 2017, se permitió el despliegue especial de líneas de anzuelos de manera intermitente en caso de «amenaza inminente» para la seguridad pública. Finalmente, el uso de líneas de tambor para el control de tiburones en esta región cesó en 2017 tras un cambio en el gobierno estatal. Posteriormente, e enero de 2019, se implemnetaron líneas de tambor "SMART", pero el ensayo terminó en 2021. En la Isla de la Reunión, desde 2014 se utilizan líneas de tambor junto con palangres y barreras para tiburones como parte de sus esfuerzos para reducir los ataques.

## Ventajas
El despliegue permanente o intermitente de artes de pesca frente a playas populares para el control de tiburones ha demostrado ser efectivo en la reducción de la incidencia de ataques en algunas ocasiones.  Si bien las redes para tiburones y las líneas de tambor comparten el mismo propósito, las líneas de tambor tienen una captura incidental considerablemente menor en comparación con las redes para tiburones, lo que las hace más selectivas y menos dañinas para la fauna marina. 

## Desventajas
| Datos de Recife, Brasil. Octubre 2007 a diciembre de 2011 | Datos de Recife, Brasil. Octubre 2007 a diciembre de 2011 | Datos de Recife, Brasil. Octubre 2007 a diciembre de 2011 |
| Nombre común                                              | Cpaturas totales                                          | % liberaco con vida                                       |
| --------------------------------------------------------- | --------------------------------------------------------- | --------------------------------------------------------- |
| Raya jaspeada                                             | 4                                                         | 100%                                                      |
| Bagre                                                     | 244                                                       | 75%                                                       |
| Tiburón de morro negro                                    | 26                                                        | 12%                                                       |
| Tiburón sedoso                                            | 2                                                         | 50%                                                       |
| Tiburón sarda                                             | 4                                                         | 50%                                                       |
| Tiburón de puntas negras                                  | 3                                                         | 33%                                                       |
| Tiburón de arrecife del Caribe                            | 1                                                         | 0%                                                        |
| Tortugas marinas                                          | 4                                                         | 100%                                                      |
| Roncos                                                    | 3                                                         | 67%                                                       |
| Rayas                                                     | 14                                                        | 93%                                                       |
| Mero guasa                                                | 13                                                        | 100%                                                      |
| Tiburón tigre                                             | 34                                                        | 82%                                                       |
| Tiburón nodriza                                           | 130                                                       | 99%                                                       |
| Morenas                                                   | 11                                                        | 18%                                                       |
| Pargos                                                    | 6                                                         | 67%                                                       |
| Mantas                                                    | 6                                                         | 50%                                                       |
| Cazón picudo brasileño                                    | 1                                                         | 0%                                                        |
| Total:                                                    | 506                                                       | 77%                                                       |

El uso de líneas de tambor puede resultar en la muerte de tiburones y en captura accidental. En la tabla se muestra el total de tiburones capturados, así como la captura incidental y el porcentaje liberado con vida, durante un programa de mitigación de ataques de tiburones frente a Recife, Brasil, durante un período de 4 años (de octubre de 2007 a diciembre de 2011). A diferencia de Queensland, el objetivo del programa de Recife era reubicar a los tiburones potencialmente agresivos.
El uso de este tipo de medidas, como la combinación de líneas de tambor y redes para tiburones, no conduce directamente a la extinción de las especies, pero también puede no darle a las poblaciones el espacio suficiente para recuperarse de estar en peligro de extinción. La muerte de tiburones afecta negativamente al ecosistema marino.  La Sociedad Australiana de Conservación Marina dijo que "el costo ecológico de las líneas de tambor es alto, y se considera que el 97% de los tiburones capturados [en Queensland] desde 2001 se encuentran en algún nivel de peligro de extinción". Jessica Morris de Humane Society International dice: "los tiburones son depredadores de alto nivel que desempeñan un papel importante en el funcionamiento de los ecosistemas marinos. Los necesitamos para tener océanos saludables".

Por otra parte, se ha afirmado que las líneas de tambor son una estrategia ineficaz para mantener a las personas seguras, al tiempo que resultan en la muerte de miles de tiburones y otros animales en el ecosistema marino. El Ministro de Pesca de Australia Occidental, Dave Kelly, dijo que "actualmente no hay evidencia científica que demuestre que las líneas de tambor reduzcan el riesgo de un ataque [de tiburón]". El actual programa de control de tiburones en Queensland también ha sido criticado y considerado una matanza.  Desde 1962 hasta la actualidad, este programa ha provocado la muerte, no solo de un gran número de tiburones (algunos de ellos en peligro de extinción, como  los tiburones martillo),  sino también de otros animales de forma accidental. En 2015, se dijo lo siguiente sobre la captura incidental en el programa de "control de tiburones" de Queensland (que utiliza drum lines):
[Los datos] revelan la carnicería ecológica del régimen de control de tiburones [de Queensland]. En total, más de 8.000 especies marinas con algún nivel de estatus de protección han sido capturadas por el Programa de Control de Tiburones de Queensland, incluidas 719 tortugas bobas, 442 mantarrayas y 33 tortugas carey en peligro crítico. Más de 84.000 animales marinos han quedado atrapados en líneas de tambor y redes para tiburones desde que comenzó el programa en 1962 [...] Casi 27.000 mamíferos marinos han sido atrapados. La política estatal de control de tiburones ha capturado más de 5.000 tortugas, 1.014 delfines, casi 700 dugongos y 120 ballenas, todas ellas especies marinas protegidas a nivel federal.
Se trata del mayor programa de control de tiburones de Australia. De 2001 a 2018, un total de 10.480 tiburones murieron en líneas de tambor en Queensland.
No obstante, la mortalidad de tiburones y la captura accidental de las líneas de tambor es menor en comparación con la pesca comercial. En promedio, el programa de control de tiburones de Nueva Gales del Sur y Queensland captura 15 tiburones blancos cada año, en comparación con los 186 capturados en Australia mediante otras actividades. La industria pesquera de tiburones de Australia captura más de 1200 toneladas de tiburones cada año, de las cuales 130 son tiburones blancos. La industria de la pesca de arrastre de langostinode Nueva Gales del Sur sola genera 64 toneladas de tiburones como captura incidental cada año, de las cuales dos tercios mueren. La pesca con palangre de atún y pez espada frente a la costa de Sudáfrica informó que entre 39.000 y 43.000 tiburones murieron cada año entre 1995 y 2005. Sharksavers estima que en total 50 millones de tiburones son capturados involuntariamente cada año como captura incidental por parte de la industria pesquera comercial.

## Líneas de tambor SMART
Una línea de tambor "SMART" (del inglés Shark Management Alert in Real Time)  se basa en el diseño tradicional, pero incluye tecnología que puede alertar a los vigilantes sobre la captura de un animal marino. De este modo, pueden acercarse a comprobar el dispositivo si las condiciones del mar lo permiten. En Reunión, las líneas de tambor SMART comenzaron a funcionar regularmente en agosto de 2015. Los vigilantes generalmente acuden a las líneas de tambor dentro de los 90 minutos de una alerta y el 90% de los animales capturados de forma accidental en los anzuelos sobreviven. En 2016, hay alrededor de 15 de estas líneas de batería inteligentes a lo largo de la costa de la isla de la Reunión.
Desde diciembre de 2015, el gobierno del estado de Nueva Gales del Sur comenzó a probar líneas de batería "INTELIGENTES", como parte de una expansión de las estrategias de mitigación de ataques de tiburones a lo largo de la costa norte de Nueva Gales del Sur. Se desplegaron veinticinco líneas de tambores en las playas de Ballina y Evans Head (15 frente a Ballina; 10 frente a Evans Head). Una vez que se captura un tiburón objetivo, se marca con un transmisor y se reubica aproximadamente 1 km mar adentro y liberados. Los animales no objetivo son liberados inmediatamente. Además, los tiburones marcados alertan a la comunidad si pasan dentro del alcance de una serie de estaciones de escucha ubicadas a lo largo de la costa. Desde el inicio de la prueba, se capturaron 230 tiburones objetivo (209 tiburones blancos, 12 tiburones tigre y 9 tiburones toro ), el 99 % de los tiburones objetivo y el 98 % de otros animales fueron liberados vivos. La prueba ha sido eficaz para reducir los ataques de tiburones  y se ha ampliado a otras regiones de Nueva Gales del Sur. A partir de 2022, el gobierno de Nueva Gales del Sur afirma que sus líneas de tambor SMART se colocan diariamente a 500 metros de la costa y en aguas de entre 8 y 15 metros de profundidad. Son devueltos a la costa por la noche. Si se detecta que un animal muerde el cebo, se responde a la señal en un plazo de 30 minutos.
Los grupos ambientalistas se oponen a las líneas de tambores "INTELIGENTES"; dicen que las líneas de tambores "INTELIGENTES" no reducirán el riesgo de ataques de tiburones y, de hecho, pueden hacer que las playas sean más peligrosas; También dicen que las líneas de tambores "INTELIGENTES" son peligrosas para los tiburones. En 2018, más de 7.000 australianos occidentales firmaron una petición exigiendo que se abandonara la prueba de la línea de batería "SMART" de Australia Occidental. Humane Society International declaró lo siguiente sobre las líneas de batería "SMART" en Australia Occidental: "HSI espera que la prueba de la línea de batería SMART resulte en el sufrimiento y la muerte inevitables de la fauna marina y, por lo tanto, se opone a la decisión de comenzar la prueba". Tooni Mahto, portavoz de la Sociedad Australiana de Conservación Marina, dijo lo siguiente sobre las líneas de tambores "SMART": "Algunas especies no pueden soportar ser liberadas después de haber sido capturadas [en líneas de tambores "SMART". Por ejemplo, el tiburón martillo Los tiburones, cuando son atrapados en anzuelos, se estresan mucho, mucho".
El 17 de enero de 2019, la Autoridad de Protección Ambiental de Australia Occidental determinó que la prueba de la línea de batería "SMART" tendría un impacto mínimo en el medio ambiente y, por lo tanto, no justificaba una evaluación formal.

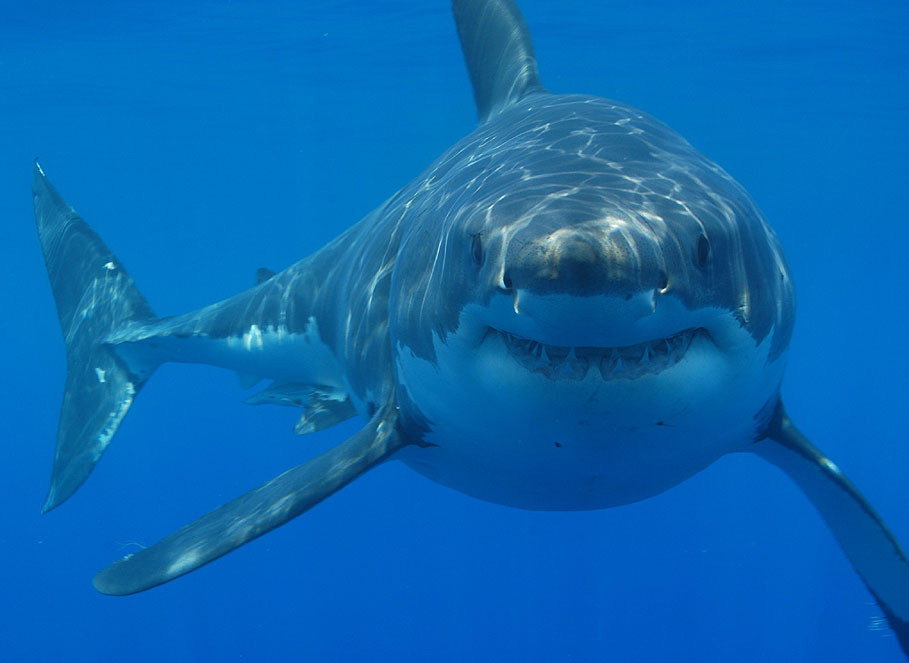
Los grandes tiburones blancos fueron el objetivo de la controvertida política de sacrificio de tiburones de Australia Occidental.

## Controversia
Antes de 2014, las líneas de tambores solo se utilizaban en la costa este de Australia y en Sudáfrica, donde el número de ataques se redujo drásticamente. En 2014, el gobierno de Australia Occidental reaccionó ante siete ataques mortales de tiburones en los años 2010-2013 e instaló líneas de tambores a lo largo de alrededor de 200 km  de sus 20,000 kilómetros (12.000 mi) longitud de costa  (alrededor del 1%). La política ha sido objeto de protestas nacionales e internacionales, siendo criticada por conservacionistas marinos y defensores del bienestar animal y sus partidarios. Esta política se conoce comúnmente como sacrificio de tiburones en Australia Occidental . Tras un cambio en el gobierno estatal de Australia Occidental en marzo de 2017, el recién elegido Primer Ministro Mark McGowan y el ministro de Pesca David Kelly han declarado que no apoyan el plan de tiburones de los gobiernos anteriores. Sin embargo, en agosto de 2018, tras continuos ataques de tiburones, el gobierno estatal de Australia Occidental cambió su posición y anunció una prueba de 12 meses de líneas de batería "SMART" a lo largo de la costa suroeste de Australia Occidental, cerca de Gracetown.
Las líneas de tambores han sido criticadas por motivos de derechos de los animales, no solo por su efecto negativo sobre el medio ambiente y la mortalidad de especies en peligro de extinción, sino también por su enfoque no científico y especista.
Varias personas que se oponen al programa de matanza de tiburones de Queensland han saboteado varias líneas de tambores en todo Queensland para salvar a los tiburones, a pesar del riesgo de ser multadas.
El actual programa de mitigación de tiburones en Queensland ha sido criticado por ambientalistas, conservacionistas y defensores de los derechos de los animales : dicen que el programa de mitigación de tiburones de Queensland no es ético y daña el ecosistema marino. El programa de mitigación de tiburones de Queensland ha sido calificado de "obsoleto, cruel e ineficaz". Actualmente, el gobierno de Queensland captura tiburones en la Gran Barrera de Coral utilizando 173 líneas de tambores; En 2018, Humane Society International Australia presentó una demanda (recusación judicial) solicitando que se eliminaran las líneas de tambor allí. El caso se conoció en el Tribunal Administrativo de Apelaciones en enero de 2019, y en abril de 2019 el Tribunal ordenó que ya no se sacrificaran tiburones en la Gran Barrera de Coral basándose en la evidencia de que capturar tiburones no supone ninguna diferencia para la seguridad de los nadadores. Se está llevando a cabo una prueba con líneas de tambor no letales en el Parque Marino de la Gran Barrera de Coral.

## Nota
1. ↑  Después de que Dave Kelly dijera esto, el gobierno de Australia Occidental decidió implementar una prueba de línea de batería "INTELIGENTE"; Kelly dijo en noviembre de 2018: "Con suerte, al final de la prueba obtendremos una base científica para realizar una evaluación sobre si estas líneas de tambores ['SMART'] realmente hacen que nuestras playas sean más seguras".[30]